# Insert (toets)

De inserttoets, naast enkele andere functietoetsen

Insert is een toets op een computertoetsenbord. De toets stamt al uit het begintijdperk van de tekstverwerking op computers en schakelt over en weer tussen de tekst-insertiemodus, waarbij de bestaande tekst verschuift als de cursor in bestaande tekst wordt neergezet en men tekst toevoegt, en de overschrijfmodus, waarbij de tekst vanaf de cursor overschreven wordt met bestaande tekst. In tekstverwerkingsprogramma's als WordPerfect 5.1 veranderde de cursor dan ook om aan te geven dat men in overschrijfmodus zat.
Insert is de standaardmodus.

## Toetsenbord
Op een IBM/Windows toetsenbord (QWERTY) is het een van de zes functietoetsen: